# Mediterrán rojtosujjúgyík
A Mediterrán rojtosujjúgyík  (Acanthodactylus erythrurus) a hüllők (Reptilia) osztályába a pikkelyes hüllők (Squamata) rendjébe, valamint a gyíkok (Sauria) alrendjébe és a nyakörvösgyíkfélék (Lacertidae) családjába tartozó faj.

## Elterjedése
Spanyolország, Portugália, Algéria és Marokkó területén honos. Homokos talajú bozótosok lakója.

## Megjelenése
Testhossza 18-23 centiméter. Mint minden rojtosujjúgyík, ez a faj is pikkelyes szegélyt visel hátsó lábainak ujjain, ami megkönnyíti a futást a laza homokon. Testszíne változó, általában barna vagy szürke, sok pöttyökkel tagolt fehér csík fut rajta. A fiatalok fekete-fehér csíkosak, farkuk alja a nőstényekéhez hasonlóan, piros. Óvatos állat, jellegzetes testhelyzetben, felemelt élőtesttel lesi a ragadozókat. Homokos élőhelyen, bokrok közelében található, tűző napon élénk igazán.
|  |

## Életmód
Nappal aktív, ízeltlábúakkal táplálkozik.

## Szaporodás
Fészekalja 6-7 tojás.